# Copa Adrián C. Escobar 1941
La Copa Adrián C. Escobar 1941 constituye la segunda edición de este particular torneo relámpago, organizado por AFA.
Disputado a final de temporada, contaba con la particularidad de que los partidos duraban 40 minutos, distribuidos en dos tiempos de 20 minutos. En caso de empate, se clasificaba aquel equipo con mayor cantidad de tiros de esquina a favor, propiciando que los mismos sean celebrados como "goles" por parte del público espectador. Además, los equipos participantes, podían llegar a disputar dos encuentros en un mismo día.
Participaron en ella, los siete primeros equipos de la tabla de posiciones del torneo oficial de Primera División de 1941. River Plate, por ser el último campeón de la liga, entraba directamente en semifinales, siendo anfitrión del torneo.
Precisamente, "La Máquina" de River se consagró campeón al vencer en la final a Huracán por 1 a 0.

## Sistema de disputa
Los primeros 7 equipos del Campeonato de Primera División, se enfrentaron en un heptagonal, a través de un sistema de eliminación directa. Se jugaron partidos de 40 minutos, con la particularidad de que, en caso de empate, se clasificaba aquel equipo con mayor cantidad de tiros de esquina a favor.
River Plate avanzó directamente a semifinales por ser el último campeón de Primera División.
Todos los partidos eran disputados en el Estadio Monumental.

## Equipos
| Equipo                               | Clasificación                                       | Ciudad       |
| ------------------------------------ | --------------------------------------------------- | ------------ |
| Club Atlético River Plate            | 1° lugar del Campeonato de Primera División de 1941 | Buenos Aires |
| Club Atlético San Lorenzo de Almagro | 2° lugar del Campeonato de Primera División de 1941 | Buenos Aires |
| Club Atlético Newell's Old Boys      | 3° lugar del Campeonato de Primera División de 1941 | Rosario      |
| Club Atlético Boca Juniors           | 4° lugar del Campeonato de Primera División de 1941 | Buenos Aires |
| Club Atlético Independiente          | 5° lugar del Campeonato de Primera División de 1941 | Avellaneda   |
| Club Atlético Huracán                | 6° lugar del Campeonato de Primera División de 1941 | Buenos Aires |
| Racing Club                          | 7° lugar del Campeonato de Primera División de 1941 | Avellaneda   |

## Desarrollo
|  | Cuartos de final | Cuartos de final | Cuartos de final |             |             | Semifinal      | Semifinal      | Semifinal      |  |         | Final          | Final          | Final          |  |
|  | 1 de noviembre   | 1 de noviembre   | 1 de noviembre   |             |             | 2 de noviembre | 2 de noviembre | 2 de noviembre |  |         | 2 de noviembre | 2 de noviembre | 2 de noviembre |  |
|  |                  |                  |                  |             |             |                |                |                |  |         |                |                |                |  |
|  |                  |                  |                  |             |             |                |                |                |  |         |                |                |                |  |
|  | 1                | Huracán          | 1                |             |             |                |                |                |  |         |                |                |                |  |
|  | 1                | Huracán          | 1                |             |             |                |                |                |  |         |                |                |                |  |
|  | 8                | Independiente    | 0                |             |             |                |                |                |  |         |                |                |                |  |
|  | 8                | Independiente    | 0                |             | Huracán     | Huracán        | 2              |                |  |         |                |                |                |  |
|  |                  |                  |                  |             | Huracán     | Huracán        | 2              |                |  |         |                |                |                |  |
|  |                  |                  | Newell's         | Newell's    | 1           |                |                |                |  |         |                |                |                |  |
|  | 5                | Newell's         | Newell's         | Newell's    | 1           | 1              |                |                |  |         |                |                |                |  |
|  | 5                | Newell's         |                  |             |             |                |                |                |  |         |                |                |                |  |
|  | 4                | Boca Juniors     | 0                |             |             |                |                |                |  |         |                |                |                |  |
|  | 4                | Boca Juniors     | 0                |             |             |                |                |                |  | Huracán | Huracán        | 0              |                |  |
|  |                  |                  |                  |             |             |                |                |                |  | Huracán | Huracán        | 0              |                |  |
|  |                  |                  | River Plate      | River Plate | 1           |                |                |                |  |         |                |                |                |  |
|  | 3                | San Lorenzo      | River Plate      | River Plate | 1           | 4              |                |                |  |         |                |                |                |  |
|  | 3                | San Lorenzo      |                  |             |             |                |                |                |  |         |                |                |                |  |
|  | 6                | Racing           | 0                |             |             |                |                |                |  |         |                |                |                |  |
|  | 6                | Racing           | 0                |             | River Plate | River Plate    | 2              |                |  |         |                |                |                |  |
|  |                  |                  |                  |             | River Plate | River Plate    | 2              |                |  |         |                |                |                |  |
|  |                  |                  | San Lorenzo      | San Lorenzo | 1           |                |                |                |  |         |                |                |                |  |
|  |                  |                  | San Lorenzo      | San Lorenzo | 1           |                |                |                |  |         |                |                |                |  |
|  |                  |                  |                  |             |             |                |                |                |  |         |                |                |                |  |
|  |                  |                  |                  |             |             |                |                |                |  |         |                |                |                |  |
|  |                  |                  |                  |             |             |                |                |                |  |         |                |                |                |  |
|  |                  |                  |                  |             |             |                |                |                |  |         |                |                |                |  |

## Final
| 2 de noviembre de 1941 | River Plate       | 1:0 | Huracán | Estadio Monumental, Buenos Aires                         |                                                          |
|                        | - R. D'Alessandro |     |         | Asistencia: 66 000 espectadores Árbitro(s): Rafael Carou | Asistencia: 66 000 espectadores Árbitro(s): Rafael Carou |

| Uniformes | Uniformes |
| --------- | --------- |
|           |           |

Finalmente, "La Máquina" de River Plate obtendría todos los títulos correspondientes a la temporada (Primera División, Copa Escobar, Copa Ibarguren y Copa Río de La Plata), convirtiéndose en uno de los mejores equipos de la historia del fútbol argentino.
| Campeón River Plate 1.er título |

| Predecesor: 1939 Campeón: Independiente | II Copa Adrián C. Escobar 1941 Campeón: River Plate | Sucesor: 1942 Campeón: Huracán |